# Ailant
L'ailant o vernís del Japó (Ailanthus altissima), és un arbre caducifoli de la família de les simarubàcies. A Europa se'l considera com una de les 100 espècies invasores més nocives, i des del 2012 el seu cultiu i comercialització estan prohibits a Espanya. Ha estat inclosa al Catàleg espanyol d'espècies exòtiques invasores. Entre altres, això implica que està prohibit comercialitzar aquesta planta i introduir-la al medi natural. Així mateix, els exemplars que s'extreguin de la natura no poden ser retornats a la natura.
Addicionalment pot rebre els noms d'arbre de carretera, arbre del cel, arbre garavater, arbre pudent, canya de la pudor, cornissa, espantagitanos, fals vernís, hivernenc, mal arbre i sambuc. També s'han recollit les variants lingüístiques ailantus, irlando i malarbre.
És originari tant de Taiwan com del nord-est i el centre de la Xina, en mandarí estàndard s'anomena 臭椿 (chòuchūn). A diferència d'altres membres del gènere dels ailants, prefereix els climes temperats abans que els tropicals. Aquest arbre creix amb rapidesa i és capaç d'assolir una alçada de fins a quinze metres en vint-i-cinc anys. Tanmateix, és poc longeu i rarament viu més de cinquanta anys.
A la Xina, té una llarga història. Es menciona al diccionari Xinès més vell conservat i en diversos texts mèdics antics per la seva suposada qualitat de curar des de trastorns mentals a la calvície. Les arrels, les fulles i l'escorça s'utilitzen encara avui en dia en la medicina tradicional xinesa, principalment com a astringent. L'arbre ha crescut per tot Xina i a l'estranger, on ha esdevingut part de la cultura occidental com es pot observar en la novel·la A tree Grows in Brooklyn de Betty Smith, on l'ailant és metafòricament el tema principal.
L'arbre va arribar a Europa des de la Xina per primer cop als 1740 i als Estats Units d'Amèrica el 1784. Va ser un dels primers arbres que es van portar des d'allí amb el moviment de la Chinoiserie. Inicialment era un arbre de jardí, que va començar a inquietar els jardiners amb els seus hàbits invasors, però no se li va donar importància. Al segle xix s'utilitzà àmpliament com a arbre de carrer. Des d'allí ha anat envaint i és que fora del seu hàbitat natural és considerada una espècie invasora capaç de produir estralls sobre les comunitats vegetals on s'estableix, a causa de la gran quantitat de llavors que poden generar els peus femenins, la seva capacitat de rebrot a través de les arrels, cosa que fa realment difícil d'eliminar, i la seva elevada taxa de creixement que produeixen una forta competència per a la llum. Per totes aquestes causes produeix una disminució en la biodiversitat constatada al Parc Natural de Collserola. De les 61 espècies invasores senyalades als espais naturals de Catalunya, junts amb la Cortaderia selloana és la més problemàtica.
A Austràlia, als EUA, a Nova Zelanda i diversos països del sud i de l'est d'Europa és catalogat com a nociu. I ha estat tan perjudicial per a certes poblacions que l'han arribat a anomenar col·loquialment «arbre de l'infern».

## Morfologia

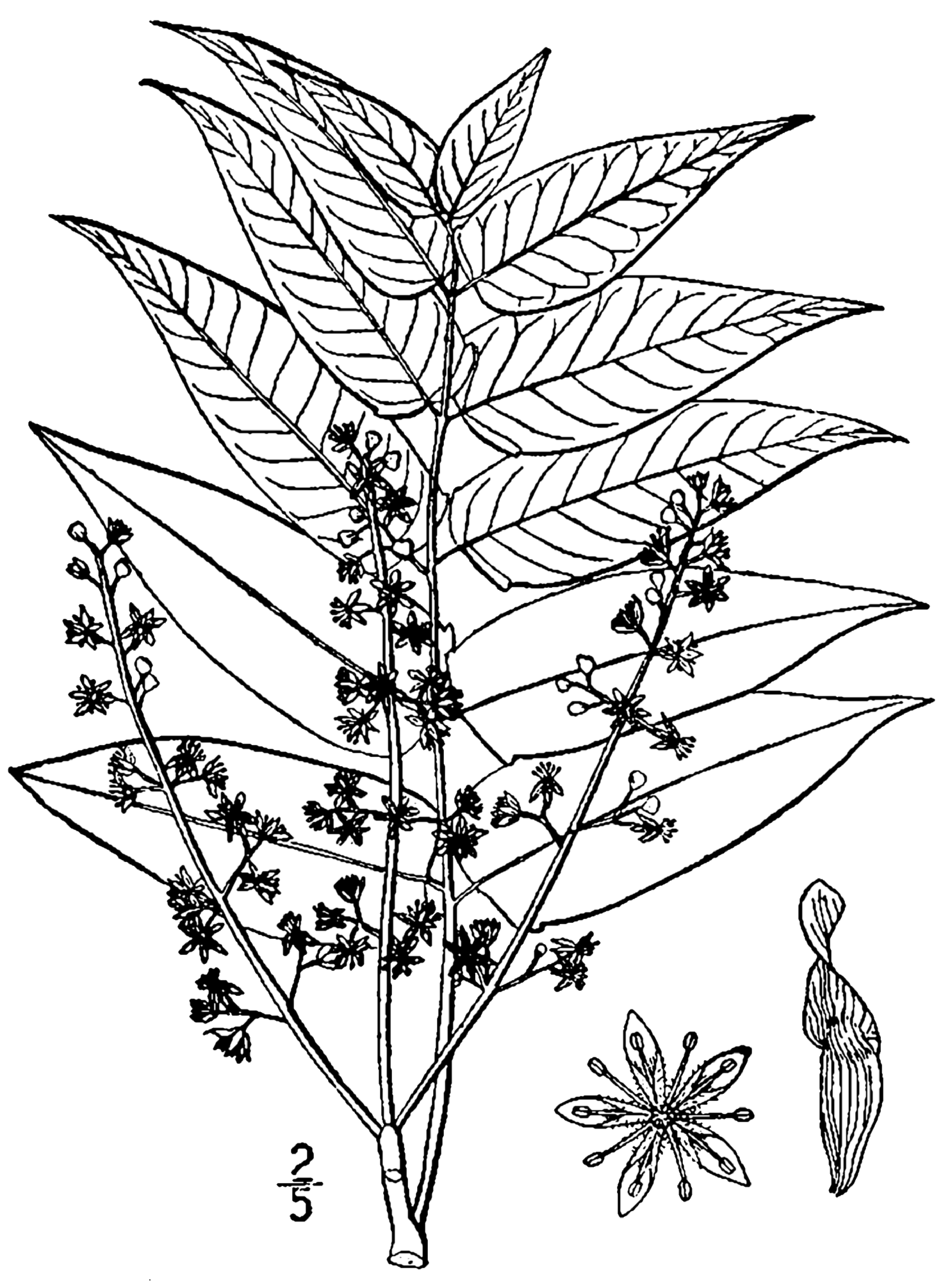
Il·lustració botànica de les fulles, les flors i les sàmares d'un ailant, extreta de "Illustrated flora of the northern states and Canada" de Britton i Brown (1913)

L'ailant és un arbre de mida mitjana que arriba a mesurar entre 17 i 27 metres d'alçada i 1 metre de diàmetre a l'altura del pit. L'escorça és llisa, de color gris clar i a causa de l'acció de la llum solar es va esquerdant i va agafant amb un to més fosc i rogenc a mesura que l'arbre envelleix. Els branquillons són forts i suaus degut a la lleugera pubescència. Tenen un color vermellós tirant a castany. Es poden observar lenticel·les i diverses marques en forma de cor que deixen els pecíols de les fulles en caure. 

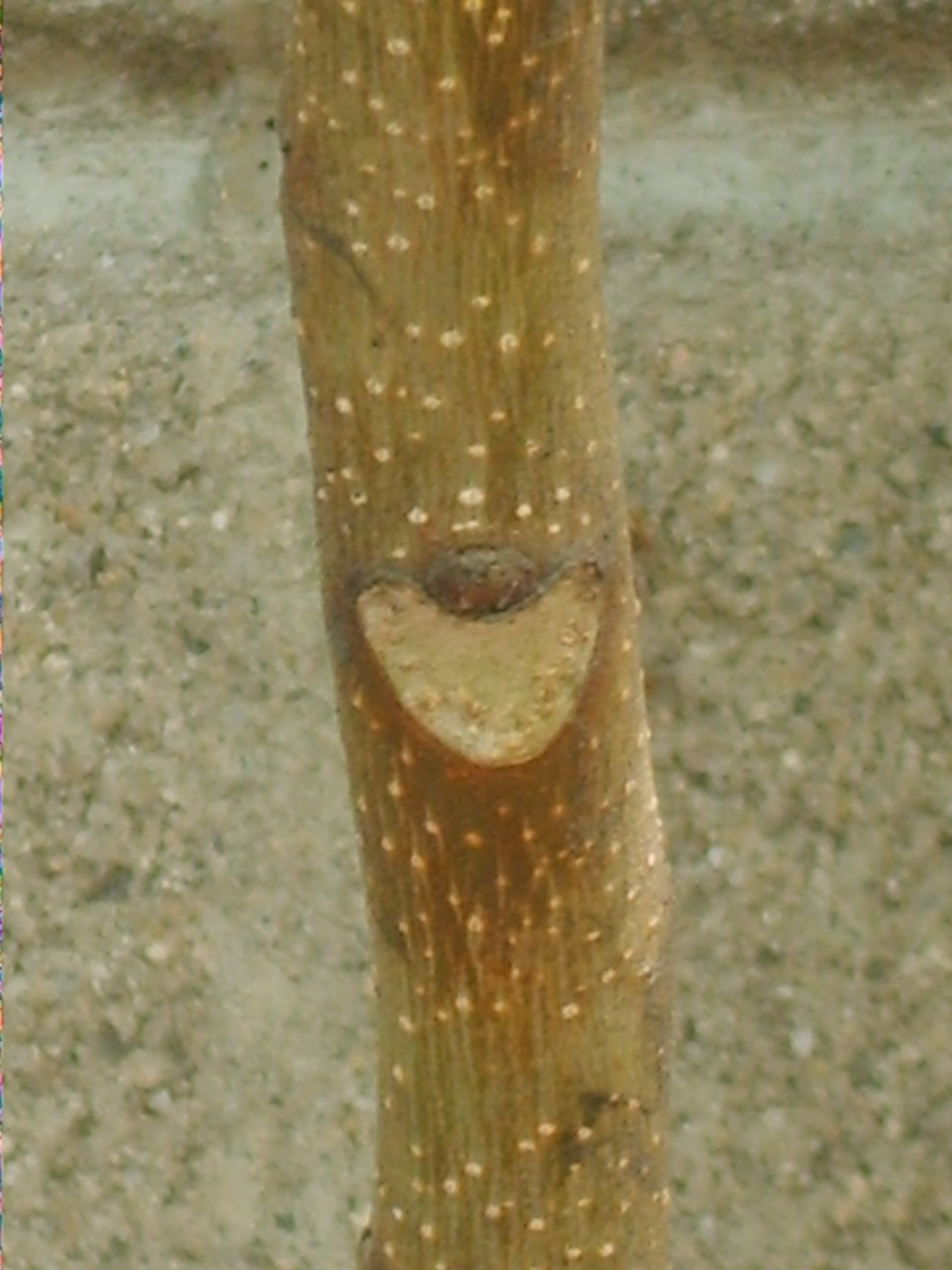
Detall de la marca que deixa la fulla en caure

 Les gemmes són, igual que les branques, una mica pubescents, amb forma de cúpula, i es troben parcialment amagats darrere dels pecíols, excepte en l'època de dormició, quan s'observen perfectament a les marques deixades per les fulles caigudes. Les branques són d'un to gris que varia de clar a fosc, suaus i amb lenticel·les que es transformen amb fissures a mesura que envelleixen. Tot l'arbre desprèn una forta olor que pot recordar el cacauet, l'anacard o a l'anacard podrit.
Les fulles són llargues, pinnaticompostes (tant parelles o senars) i estan ordenades alternadament al llarg de la tija. Fan de 30cm a 90cm de llargada i contenen de 10 a 41 folíols. Les fulles més grans es troben en els brots més joves i vigorosos. El raquis és rogenc o verd amb una base ampla. Els folíols són oblanceolats amb marges sencers I una mica asimètrics, de vegades en cada parella no es troba cada un dels folíols un davant de l'altre. Fan entre 5 i 18 cm de llarg i entre 2,5 i 5cm d'amplada, a la base s'observen dues o quatre dents, cada una conté una glàndula a la punta. S'aprimen cada cop més fins a arribar a la punta, molt prima. L'anvers del folíol és verd fosc amb venes de color verd clar. En canvi, el revers és d'un color verd esblanqueït. Els pecíols fan de 5 a 12 mm. La base lobular i les glàndules el distingeixen d'espècies similars com el sumac.
| Llavors immadures, fulles i flors d' A. altissima |  | Llavors immadures, fulles i flors d' A. altissima |
| Llavors immadures, fulles i flors d' A. altissima |  |                                                   |

Les flors són petites i apareixen en grans panícules (de fins a 50cm de llargada) al final dels nous brots. Les flors individuals són groc-verdoses i es van tornant vermelloses. Tenen 5 pètals i 5 sèpals. Els sèpals tenen forma de tasseta, són lobulars i estan units entre ells. Al seu torn, els pètals són valvats,(és a dir, estan tocant-se per les puntes però no se superposen ni estan enganxats) i blancs i pubescents a l'interior. Apareixen des de mitjans d'abril, al sud, fins al juliol, al nord. És dioeci, és a dir, les flors mascles i femelles neixen d'individus diferents. Els arbres mascles produeixen entre tres i quatre cops la quantitat de flors que produeixen les femelles, això fa que els arbres mascles en floració siguin més vistosos. A més a més, els arbres mascles desprenen una olor molt desagradable durant la floració per atraure els insectes pol·linitzadors. Les flors femenines contenen deu (o molt rarament cinc) estams estèrils (estamoides), amb anteres amb forma de cor. El pistil està fet de cinc carpels independents (no estan fusionats), contenint, cada un, un únic òvul. Els estils estan units fràgilment, acabant amb forma d'estrella a l'estigma. Les flors masculines són similars a les femenines però no tenen pistil i els estams funcionen, cada un coronat amb una antera globular i un disc glandular verd (que produeix l'olor desagradable). Les llavors nascudes de les flors femenines, són esfèriques i fan 5mm de diàmetre i cada una està encapsulada en una sàmara de 2,5 cm de llarg i un 1 cm d'ample. Apareixen del juliol a l'agost, però poden quedar-se a l'arbre fins a la primavera següent. La sàmara és allargada i cargolada per les puntes, això fa que giri mentre cau, que es dispersi més amb el vent i floti per poder-se dispersar a grans distàncies per Hidrocòria. Els arbres femella produeixen una enorme quantitat de llavors, aproximadament unes 30.000 per kilogram d'arbre. La seva fecunditat es pot estimar sense danyar l'arbre, fent una mesura del dbh (diàmetre a l'altura del pit, de l'anglès diameter at breast height).

## Taxonomia
Les primeres definicions científiques de l'arbre es feren poc després que fos introduït a Europa per part del jesuïta francès Pierre Nicholas d'Incarville. Aquest havia enviat llavors des de Perking via Sibèria al seu amic botànic Bernard de Jussieu a la dècada dels 1740. Bernard de Jussieu va pensar que aquestes llavors eren de l'arbre de la laca xinès (Toxicodendron vernicifluum), molt semblant a l'ailant i molt important econòmicament a Europa, que ell havia pogut observar a la baixa regió de Yangtze. D'Incarville adjuntava una nota indicant això, cosa que causà molta confusió les següents dècades. El 1751 de Jussieu va plantar unes quantes llavors a França i envià la resta a Phillip Miller, superintendent al Chelsea Physic Garden i a Phillip C. Webb, propietari d'una botiga de plantes exòtiques de Busbridge, Anglaterra.
La gran confusió amb el seu nom començà quan tres persones diferents el van descriure amb tres noms diferents. A París, Carl von Linné li donà el nom de Rhus succedanea quan popularment es coneixia com a grand vernis du Japon. A Londres fou anomenat per Miller Toxicodendron altissima. Per acabar, a Busbridge s'optà per encabir-lo en el sistema de classificació antic com a Rhus Sinese foliis alatis. Encara es conserven cartes dels anys 1750 entre Philip Miller i John Ellis, responsable del jardí de Webb a Busbridge, on es discuteix sobre nom. Per acabar-ho d'adobar, el 1782, Jakob Friedrich Ehrhart va classificar un exemplar de l'arbre que havia observat a Utrecht com a Rhus cacodendron.
El tema es començà a aclarir el 1788 quan René Louiche Desfontaines observà les sàmares dels individus de París (encara etiquetats amb el nom de Rhus succedanea) i arribà a la conclusió que aquests no pertanyien als sumacs, és a dir, al gènere Rhus. Seguidament, publicà un article amb una descripció il·lustrada de l'arbre i li donà el nom de Ailanthus glandulosa, col·locant-lo així al mateix gènere que les espècies tropicals conegudes com A. integrifolia siris blancs o Ailanthus triphysa. El nom Ailant prové de la paraula ambonesa ailanto, que vol dir arbre celestial o arbre que puja cap al cel.  El cognom glandulosa, provinent de les glàndules de les fulles, es va mantenir així fins al 1957, que es considerà invàlid a causa d'homonímia a nivell d'espècie. El nom actual ve donat per Walter T. Swingle que treballava pel Departament d'Indústria Agrícola dels Estats Units. Aquest decidí posar-li com li havia posat Desfontaines (Ailanthus altissima) i així es va quedar.
El nom científic altissima, en català el més alt, es donà per les grans alçades que l'arbre podia arribar. Hi ha llocs on se cita incorrectament amb el nom d'Ailanthus altissimus o glandulosus (en masculí), ja que en botànica s'acostuma a considerar els arbres femenins, igual que en el llatí clàssic.
Hi ha tres varietats biològiques de l'arbre:
- A. altissima var. altissima, autòctona de la Xina continental
- A. altissima var. tanakai, autòctona dels altiplans del nord de Taiwan. Es diferencia de l'altra varietat per la seva escorça groguenca, les fulles són més petites (de 45 a 60 cm de llargada i pocs folíols (13-25).[15][16][17] Està classificada com en perill d'extinció a la Llista vermella de la UICN a causa de la destrucció del seu hàbitat per la construcció de plantacions industrials.[18]
- A. altissima var. sutchuenensis, es diferencia perquè té les branques vermelloses.[15][16]

## Hàbitat i distribució
L'A. altissima és autòcton de la Xina nord i central, Taiwan i Corea del Nord. A Taiwan està present la variant takanai. A la Xina està present a totes les províncies exceptuant les de Gansu, Heilongjiang, Hainan, Jilin, Ningxia, Qinghai, Xinjiang i Tibet.
L'arbre prefereix sòls humits, però tot i així pot adaptar-se a una gran varietat de condicions i nivells de pH. Aguanta les sequeres però no les inundacions. Tampoc pot viure en medis on hi hagi molta ombra. A la Xina sovint es troba en sols on abunda la pedra calcària. L'arbre es troba en un gran ventall de condicions climatològiques. En el seu hàbitat natural es troba tant a grans altituds de Taiwan com a les baixes de la Xina. Als Estats Units es troba en les regions àrides frontereres de les grans planes, al sud dels Apalatxes, una zona molt humida, al sud de les Muntanyes Rocoses i, per acabar, a la vall central de Califòrnia. Als indrets on fa molt fred i hi neva, els arbres normalment moren però tornen a rebrotar de les arrels.

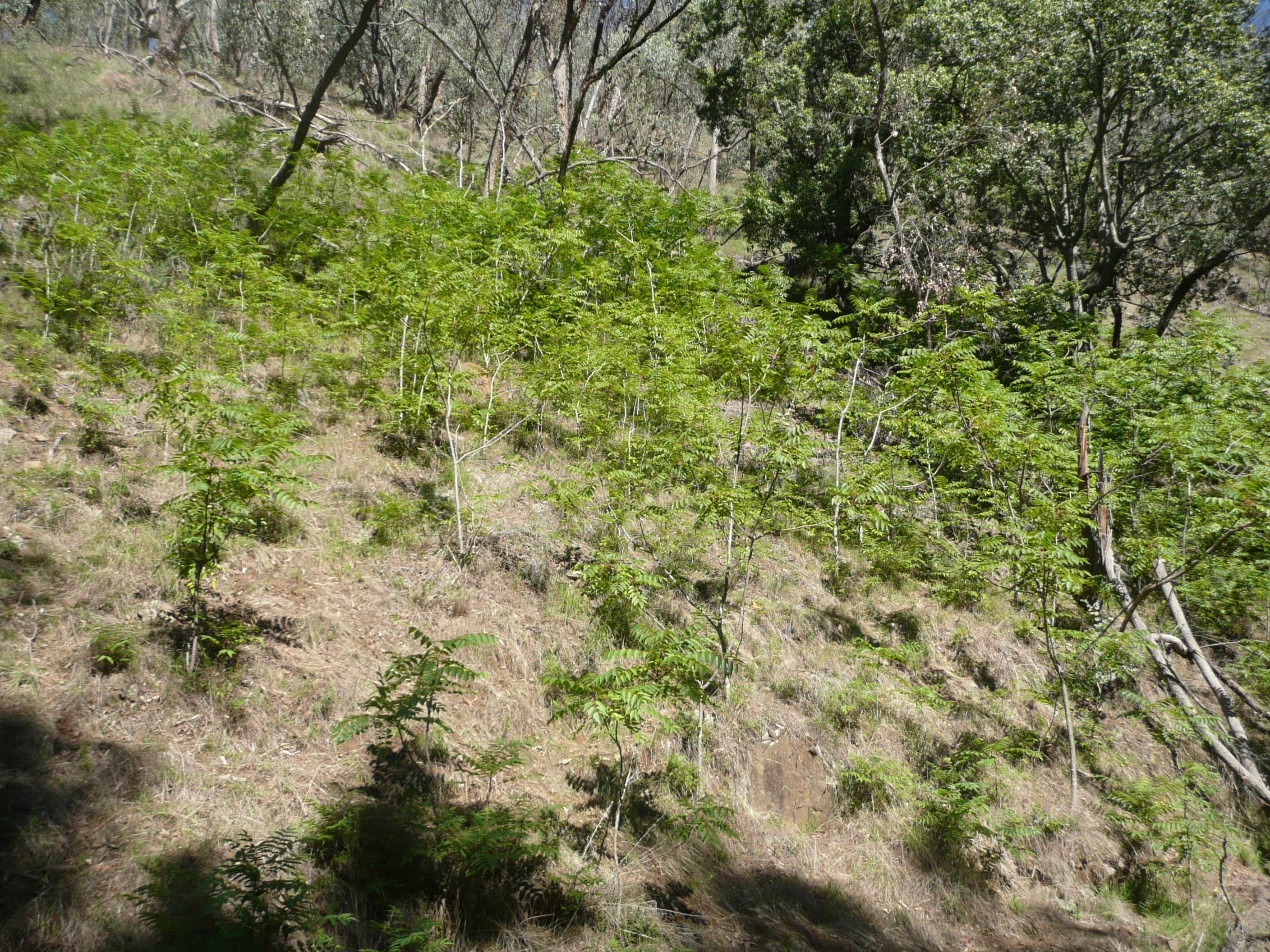
L'ailant creixent com a mala herba a Austràlia.

### Com a planta exòtica
Les primeres introduccions de l'ailant a països estrangers al seu hàbitat natural foren a les zones del sud de Corea i Japó. És possible que l'arbre fos natiu d'aquestes zones, però la versió més acceptada és que l'arbre s'introduí fa molt temps. Dins de la Xina també s'ha traslladat a regions on no era autòcton com Qinghai, Ningxia o Xinjiang.
L'any 1784, no gaire després de l'enviament de les llavors cap a Anglaterra per part de Jussieu, algunes de les llavors van ser reenviades cap als Estats Units per part de William Hamilton, un jardiner de Philadelphia. Tant a Europa com a Amèrica va esdevenir molt ràpidament una apreciada planta ornamental, sobretot com a arbre de carrer, i cap al 1840 ja estava disponible a quasi totes les botigues de jardineria. L'arbre va ser portat separadament cap a Califòrnia als 1890 per part d'immigrants xinesos vinguts durant la febre de l'or de Califòrnia. S'ha escapat de tot cultiu on s'ha introduït, especialment als Estats Units. Ha proliferat per tot Europa, incloent Alemanya, Àustria, Suïssa, la República Txeca, Panònia (Europa Sud-est central, al voltant del Danubi, Eslovàquia i Hongria al sud dels Balcans) i la majoria de països mediterranis. A Montenegro i Albània l'A. altissima es troba tant a zones rurals com a les ciutats. Tot i que al principi es va introduir com a planta ornamental, tardà molt poc a envair els ecosistemes natius afectant el seu equilibri i es convertí en espècie invasora molt difícil d'eliminar. L'ailant també ha estat introduït a l'Argentina, Austràlia (on ràpidament es va declarar mala herba, als estats de South Wales i Victoria), New Zealand (on està a la llista de l'Acord Nacional contra els vegetals invasors i està classificada com a organisme no desitjat), Orient mitjà i a alguns països del sud d'Àsia com Pakistan.

#### Catalunya
A Catalunya s'ha detectat en massa al Parc de Collserola, on s'ha observat que causa una disminució significativa de diversitat d'espècies vegetals. A més a més causa una significativa disminució de la cobertura arbòria. També ha quedat demostrat que les espècies lianoides en surten beneficiades. De les 61 plantes exòtiques considerades una amenaça ecològica o socioeconòmica en algun indret de Catalunya, l'ailant n'és el més problemàtic, seguit de l'herba de la Pampa L'ailant es troba entre les espècies invasores a controlar i erradicar als Parcs de la Serralada de Marina i el Montnegre i el Corredor. Al Riu Glorieta hi ha un projecte del Associació per la conservació d'Ecosistemes Naturals per eliminar-lo.

#### Amèrica
A Amèrica del Nord, l'A. altissima es troba present des de Massachusetts a l'est, fins al sud-oest a Ontario, Iowa, Texas i al nord de Florida, al sud-oest fins a Iowa, i al sud fins a Texas. A la costa oest es troba des de Nou Mèxic fins a Califòrnia per l'oest i a l'estat de Washington cap al nord. Al límit est de la seva gran extensió, creix en àrees urbanes, on fa molt temps va ser plantat com a arbre de carrer. També creix molt extensament al llarg de les vies de tren. Per exemple, un estudi del 2003 a Carolina del Nord revelava que l'ailant es trobava a un 1,7% de tots els costats d'autopista i vies del tren de tot l'estat i que havia estat augmentant el seu domini a un 4,76% dels comtats a l'any. Similarment, un altre estudi, dut a terme al sud de Virginia, va determinar que l'arbre estava creixent al 30% de la llargada del sistema interestatal d'autopistes. A l'oest d'Amèrica del Nord és més comú a les muntanyes al voltant de pous i mines abandonades.

## Ecologia

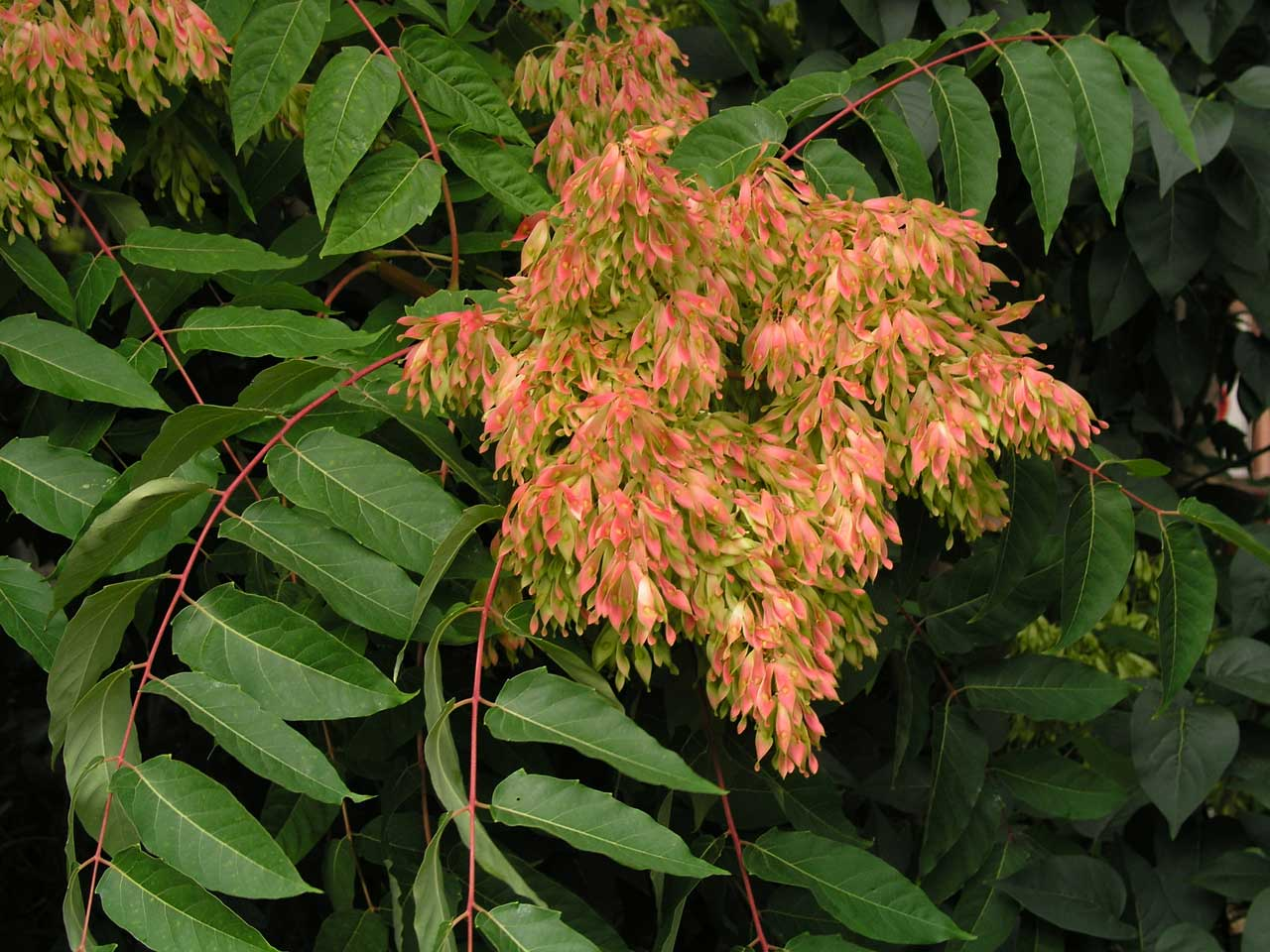
Una femella molt carregada de llavors a Valladolid, Espanya

L'ailant és una planta oportunista que brota a ple sol i àrees pertorbades ecològicament. S'escampa agressivament tant per llavors com per arrels, que rebroten ràpidament quan es tallen. És considerat un intolerant de l'ombra i no pot competir en hàbitats de poca lluminositat, tot i que de vegades es troba en boscos de poca llum, això és degut al fet que s'hi establí durant la formació del bosc. Per altra banda, un estudi a un bosc vell de Tsuga de Nova York va arribar a la conclusió que l'ailant era capaç de competir i guanyar contra arbres nadius en clarianes fosques on només hi havia entre un 2% i un 15% del total de la llum del sol disponible. El mateix estudi caracteritzava l'arbre de fer ús de petites clarianes per arribar a la part superior amb llum del bosc.
L'arbre viu poc i creix molt ràpid. En cap dels casos acostuma a sobrepassar els cinquanta anys. L'ailant és un dels arbres que millor toleren la pol·lució, incloent el diòxid de sofre el qual absorbeix a les fulles. Pot aguantar pols de ciment i fums despresos a la producció de carbó. Així mateix, també aguanta l'exposició a l'ozó i s'han trobat casos amb grans quantitats de mercuri dins dels teixits de la planta.
L'ailant s'ha utilitzat en diverses ocasions per repoblar àrees contaminades pels residus àcids del drenatge de mines i s'ha demostrat que l'arbre tolera nivells de pH de fins a 4.1 (acidesa semblant a la del suc de tomàquet). L'arbre pot aguantar nivells molt baixos de fòsfor i alts nivells de salinitat. La tolerància a la sequera és bastant alta gràcies a la capacitat d'emmagatzemar aigua al sistema d'arrels. És freqüent trobar-lo en zones on pocs arbres poden sobreviure. Les arrels són suficientment fortes per trencar tubs i el clavegueram subterrani. Al llarg de les autopistes és normal trobar zones on creixen molt poques plantes en excepció de l'ailant que hi creix en abundància. Això és degut a les toxines que produeix per monopolitzar el terreny i eliminar la competència.

### Ailantona
| Propietats de l'ailantona      | Valor |
| ------------------------------ | ----- |
| Coeficient de partició (ALogP) | -0,3  |
| Solubilitat (logS, log(mol/L)) | -1,9  |
| Superfície polar (PSA, Å²)     | 113,3 |

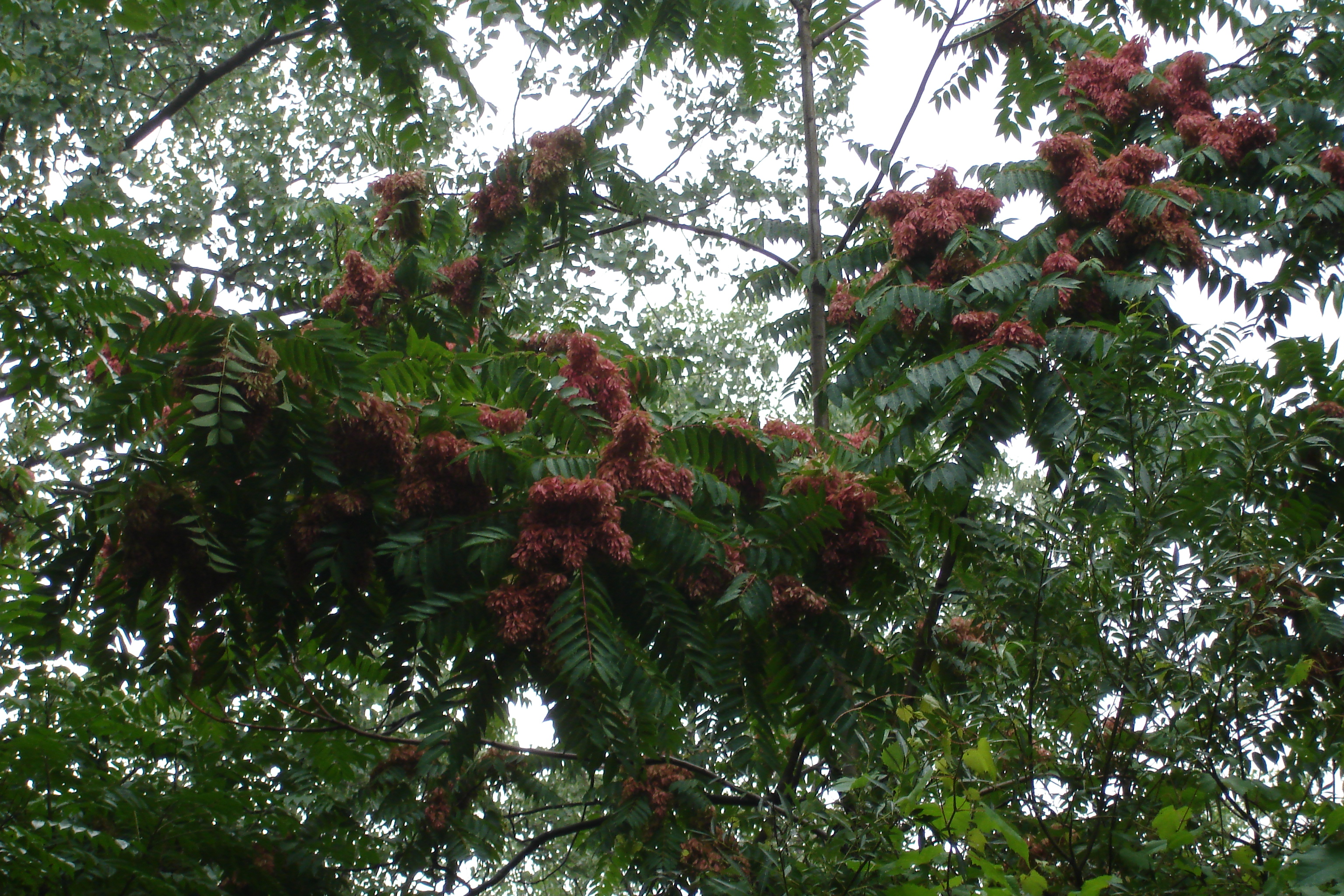
Arbre femella creixent a la ciutat de Chicago, Illinois

L'ailant produeix una substància al·lelopàtica anomenada ailantona, la qual inhibeix el creixement d'altres plantes. Els inhibidors són més potents a l'escorça i a les arrels, però també es troben a les fulles, fusta i llavors de la planta. Un estudi afirma que un extracte de l'escorça de les arrels inhibia la germinació del 50% d'una mostra de llavors de morritort (Lepidium sativum). El mateix estudi demostra que l'extracte funciona com a herbicida contra el morritort, el marxant gros (Amaranthus retroflexus), la soja borda (Abutilon theophrasti), la setaria (Setaria pumila), la panissola (Echinochloa crusgalli), els pèsols (Pisum sativum) i el blat de moro (Zea mays). Es va demostrar capaç de matar gairebé el 100% de les plàntules amb excepció de la soja borda, la qual va demostrar una mica de resistència. Un altre experiment va demostrar que una dissolució en aigua d'un extracte de l'agent químic era letal o molt perjudicial per a 11 arbres de fusta dura americans i 34 coníferes, deixant la Fraxinus americana com a única planta de l'experiment no afectada negativament per l'ailantona. L'agent químic no afecta però al mateix ailant, això indica que l'arbre té un mecanisme de defensa per evitar l'autointoxicació. Així mateix s'ha demostrat un increment en la resistència d'altres plantes després d'una exposició prolongada al tòxic. Les poblacions sense exposició prèvia als químics són més sensibles a l'agent tòxic. Les llavors produïdes per les plantes exposades també han demostrat ser més resistents que les que no han estat exposades.
L'arbre és una espècie de creixement extremadament ràpid i és possible que sigui l'arbre de creixement més ràpid de tot Nord-amèrica. Té un creixement d'un a dos metres per any durant els primers anys de vida. L'ombra disminueix considerablement l'índex de creixement. Els arbres més vells, tot i que creixen més lentament, ho fan més ràpid que els altres arbres.
Al nord d'Europa l'arbre del cel no es va considerar naturalitzat a les ciutats fins després de la Segona Guerra Mundial. Això s'ha atribuït a la seva gran habilitat per colonitzar àrees amb edificis destruïts on altres plantes no creixen. A més a més, el microclima més temperat que hi ha a les ciutats li ofereix a l'arbre un hàbitat fins i tot millor que les àrees rurals de la rodalia (es pensa que l'arbre necessita com a mínim una temperatura mitjana anual d'uns 8 graus per créixer en condicions òptimes, la qual cosa limita la seva extensió cap als països nòrdics i a altituds altes). Per exemple, un estudi dut a terme a Alemanya constatava que l'arbre creixia en un 92% de les àrees densament poblades de Berlín, en un 25% de la seva rodalia i només en un 3% en àrees completament fora de la ciutat. Tot i així, aquest no és el cas d'altres àrees més càlides d'Europa en les que l'arbre té temperatura suficient per créixer. Per aquest motiu, ha colonitzat grans extensions naturals d'Hongria, per exemple, es considera una amenaça natural per la biodiversitat del Parc Nacional d'Aggtelek.
Diverses espècies de lepidòpters utilitzen les fulles de l'ailant com a principal font de menjar, incloent la Actias selene i la Eurema hecabe. A Amèrica del Nord l'arbre és hoste del Atteva aurea, tot i que aquest Yponomeutidae és autòcton d'Amèrica Central i Sud Amèrica, i originalment utilitzava altres arbres més tropicals tipus el Simaroubaceae com a hostes. Al seu ecosistema autòcton A. altissima està associat a almenys 32 espècies d'artròpodes i 13 espècies de fongs.
Aquesta espècie invasora està molt controlada per terratinents i altres organitzacions les quals, en alguns casos, fan ús de programes d'erradicació de plagues per mantenir l'espècie a ratlla. Per exemple, la ciutat de Basilea a Suïssa té un programa d'erradicació de l'ailant. Tot i així pot ser molt difícil de desfer-se'n. S'han provat diferents mètodes per via física, química, tèrmica o biològica tot i així l'opció més bona acostuma a ser una combinació compatible. Una opció és l'aplicació d'herbicides foliars o basals per matar els arbres crescuts i arrancant les plàntules per prevenir nous naixements. Al parc de Collserola s'ha provat l'erradicació amb una barreja específica d'herbicides que no afecta altres plantes, i resulta efectiva però és costosa perquè s'ha d'injectar a cada exemplar.

## Usos

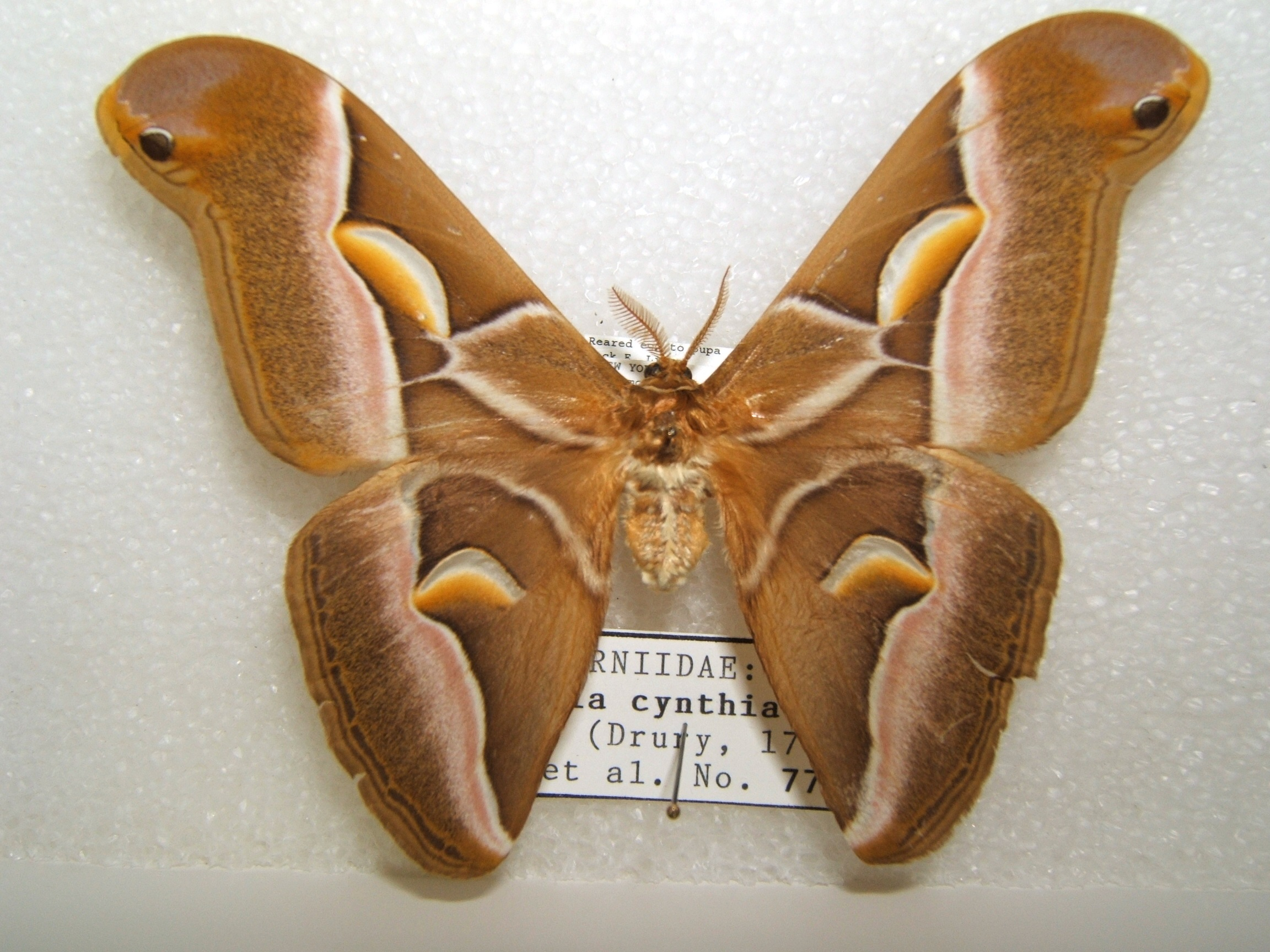
mascle de Samia cynthia de la col·lecció d'insectes de la Universitat Texas A&M

A més a més del seu ús com a planta ornamental, l'arbre també es pot usar per la seva fusta, propietats medicinals, o per a planta hoste per alimentar cucs de seda Samia cynthia, els quals produeixen seda més resistent i econòmica que els cucs de seda de la morera, però de menys qualitat des del punt de vista estètic, ja que no té la mateixa textura ni brillantor. A més a més no es pot tenyir. Aquest tipus de seda es coneix amb diversos noms d'entre els quals destaquen: la "seda d'eri" i la "seda de Shantung", l'últim dels quals deriva de província de Shandong a la Xina on es produeix seda d'aquest tipus. La seva producció es concentra principalment a la regió de Yantai d'aquesta província. La papallona del cuc també ha estat introduïda als Estats Units.
La fusta de l'arbre, de color groc pàl·lid, densa, flexible i satinada s'usa per a la fabricació d'armaris. També és de gran utilitat per la fabricació d'olles de vapor, molt importants a la cuina xinesa per coure mantou, pastes i arròs. La província de Zhejiang a l'est de la Xina és famosa per la seva producció d'aquestes olles de vapor. És també una bona font de llenya, ja que es pot cremar poc després de tallar-la. També s'utilitza per fer carbó per cuinar. Tot i així hi ha l'inconvenient que quan s'asseca la fusta es retorça i es trenca degut a la textura desigual entre l'interior i l'exterior del tronc donada pel ràpid creixement de l'arbre. S'han desenvolupat tècniques d'assecatge per prevenir això i proporcionant una sortida comercial.

### Cultiu
L'arbre del cel és un arbre ornamental molt popular a la Xina i apreciat per la seva tolerància a les condicions adverses al creixement. Durant un temps es va cultivar molt intensament a Europa i Nord-amèrica però la seva popularitat va caure en picat, especialment als Estats Units, majoritàriament degut a la pudor que desprenen els brots i la conducta de mala herba que té l'arbre. El problema de la pudor es va resoldre venent només arbres de gènere femení, ja que només els mascles desprenen l'olor. El conegut horticultor americà i professor a la Universitat de Geòrgia Michael Dirr, narra l'encontre l'any 1982 amb un productor que no trobava compradors pels arbres. Seguidament escriu: "Tot i així a Europa es continua utilitzant l'arbre als jardins i la seva conducta no és tan invasiva com ho és a Amèrica". Al Regne Unit és especialment comú a les places, carrers i parcs de Londres. També es troba a jardins del sud del Regne Unit i d'Ànglia de l'Est. Al nord és quasi inexistent amb excepció del sud d'Escòcia on se'n troba algun. Tampoc es troba a Irlanda. A Alemanya, l'arbre és molt comú en els jardins. A l'oest d'Europa el cultiu ha esdevingut molt impopular perquè té una longevitat curta i el tronc es buida al cap de poc temps del naixement de l'arbre, deixant tots els arbres de més de 60 cm d'altura molt inestables als cops de vent.
Hi ha uns quants cultivars, però no s'acostumen a comercialitzar fora de la Xina:
- Hongye – Aquest nom en xinès vol dir fulles vermelles. Aquesta varietat té unes fulles molt lluents i vermelles[55]
- Mil caps[55]
- Metro – Un cultivar mascle que adopta un hàbit menys invasor.[56]
- Erythrocarpa – Els fruits són d'un vermell intens.[56]
- Pendulifolia – Les fulles són molt més llargues i pengen solemnement.[56]

### Medicina
Quasi totes les parts de l'ailant tenen alguna aplicació a la medicina tradicional xinesa. Una de les receptes més antigues, escrita a una obra del 732 aC, serveix per tractar malalties mentals. Els seus ingredients principals eren arrels triturades, orina de nois joves i douchi. Després de deixar-ho reposar un dia el líquid s'escorria i s'administrava al pacient durant uns quants dies.
Una altra font del 684 aC, escrita durant la dinastia Ming al Compendi de Matèria Mèdica de Li Shizhen, descriu que quan s'ingereixen les fulles aquestes tenen un efecte somnífer, d'altra banda si s'apliquen externament poden ser extremadament efectives en el tractament de furóncols, èczemes i picors. Fins i tot el llibre inclou una recepta de fulles per tractar la calvície: El suc resultant d'aixafar fulles joves d'ailant, catalpa i presseguer.
L'escorça seca és considerada un medicament oficial i està inclosa al matèria medica xinès modern com a chun bai pi (xinès: 椿白皮, pinyin: chūnbáipí), que es tradueix com a escorça blanca de primavera. Hi ha articles moderns que la tracten en molt de detall, descriuen els seus constituents químics i com identificar i usar el producte per fins terapèutics. Es recol·lecta tallant l'arbre a la tardor o a la primavera, extraient l'escorça i rascant-ne la capa exterior més dura, que es deixa assecar al sol. Posteriorment es banya en aigua i es torna a assecar. Finalment es talla a tires. Té propietats antipirètiques i astringents. S'usa principalment per tractar disenteria, hemorràgies intestinals, menorràgia i hematospèrmia. Només es recepta en quantitats d'entre 4 i 10 grams per evitar intoxicacions dels pacients. El compendi de Li té 18 receptes en les quals s'usa l'escorça. Tant químics asiàtics com europeus han trobat una justificació química del seu ús com a medicament, ja que conté una llarga llista de components químics que inclou quasina i saponina. L'ailantona, la substància al·leopàtica de l'arbre del cel, actua com agent antimalària. Es pot trobar a la majoria de botigues especialitzades en medicina tradicional xinesa. La tintura d'arrels i escorça pot ajudar en el tractament de palpitacions cardíaques, asma i epilèpsia.
Les samares també s'usen a la medicina moderna xinesa sota el nom feng yan cao (xinès tradicional: 鳳眼草, xinès simplificat: 凤眼草, pinyin: fèngyǎncǎo), que vol dir "herba de l'ull de fènix. S'usen com a agent homeostàtic i per tractar l'hematospèrmia i pacients amb sang als excrements o l'orina. Ha estat provat clínicament efectiu en el tractament de tricomoniosi i la infecció vaginal causada pel protozou Trichomonas vaginalis. A l'oest l'extracte de l'escorça de A. glandulosa (sinònim de l'arbre) s'usa com a remei en malalties com el càncer.
Hi ha certa evidència, completament anecdòtica, que l'arbre podria ser lleugerament tòxic. Les olors que desprèn s'han associat molts cops a nàusees i mals de cap i dermatitis, tant en humans com cabres, que també desenvoluparen feblesa i paràlisi. Conté un irritant de quinona: 2,6-dimetoxibenzoquinona, i quassinoides (grup al qual la mateixa ailantona pertany) que podrien provocar aquests suposats efectes, tot i que es veu difícil que es reprodueixin d'aquesta manera en humans i cabres. En un experiment, una tintura dels brots i les fulles va causar nàusees, vòmits i relaxació muscular.
L'ailant té unes potents propietats anti-anafilàctiques i antiinflamatòries.

## Cultura

### Xina
A més a més de tots els usos que se li donen a l'arbre del cel, també ha format part de la cultura xinesa des de fa segles i s'ha incorporat més recentment a la cultura occidental. S'ha trobat el nom de l'arbre al segon lloc d'una llista d'arbres dins l'Erya, el diccionari xinès més vell que es conserva, escrit el segle III aC. També se'l menciona al materia medica escrit durant la dinastia Tang, l'any 656 dC. Cadascuna l'anomena d'una manera diferent i encara hi ha obert el debat sobre quina forma s'hauria d'utilitzar. El nom adoptat actualment és chouchun (xinès: 臭椿, pinyin: chòuchūn), que vol dir "primavera pudorosa", aquesta forma és relativament nova. Prop del Riu Groc es coneix com a chunshu (xinès tradicional: 椿樹, xinès simplificat: 椿树, pinyin: chūnshù), que vol dir "arbre de primavera". El nom prové del fet que l'arbre és un dels últims en sortir de la hibernació i els seus primers brots indiquen la finalització completa de l'hivern.
A la literatura xinesa l'ailant normalment s'usa en forma de metàfora, en la que l'arbre madur representa el pare i una soca un fill mimat. Això es fa servir de vegades per desitjar bona sort als pares d'un amic a una carta, on es podria escriure "desitjo que el teu ailant i la teva hemerocal·lis siguin feliços i forts", referint-se al pare com a ailant i a la mare com a hemerocal·lis. A més a més, es podria renyar un nen dient-li que és un "brot inútil d'una soca d'ailant", volent dir que el nen és un irresponsable. Això deriva de la literatura de Zhuangzi, un filòsof Taoista, que es referia a un arbre que havia brotat d'una soca com a no apte per la fusteria degut a la seva forma irregular. Més tard es va associar aquest arbre a l'ailant i es va aplicar la metàfora a un nen, que, com els brots de soca de l'arbre, no es desenvoluparà en un ésser humà adult digne si no segueix les tradicions i les normes.

### Estats Units
A A Tree Grows in Brooklyn (1943), un llibre de Betty Smith, s'usa l'arbre del cel com a metàfora central, concretament la seva habilitat per sobreviure en condicions hostils. En aquella època, com avui en dia, l'ailant era molt comú a àrees urbanes.
Descriu com a l'ailant normalment també se l'anomena pel seu malnom "arbre de l'infern" a causa de la seu creixement descontrolat, la seva gran invasivitat i les grans dificultats implicades en la seva eliminació. A certes parts dels EUA, l'espècie se l'anomena "palmera de gueto" per la seva afinitat a créixer en barris amb condicions inhabitables o propietats mal mantingudes o abandonades.
Fins al 26 de març de 2008, un arbre de l'espècie de 18,2 m. era una de les "obres mestres" del jardí d'escultures del Museu de Noguchi, al barri de Queens a Nova York. Quan l'escultor Isamu Noguchi va comprar el que seria el seu museu l'any 1975, va fer netejar la propietat i l'únic arbre que hi va deixar va ser l'ailant. Els seus treballadors solien dinar sota l'ombra de l'arbre amb el mateix escultor. "D'alguna manera el jardí d'escultures va ser dissenyat al voltant de l'arbre", afirmava un dels ajudants de Noguchi, Bonnie Rychlak, que, més tard va esdevenir el conservador del museu. El 2008 l'arbre estava morint i hi havia risc que caigués sobre l'edifici, que estava a punt de ser renovat. El museu va contractar els Detroit Tree of Heaven Woodshop, un grup d'artistes, perquè usessin la fusta per fer bancs, escultures i altres obres al voltant de l'edifici. Els anells de l'arbre foren comptats i es va revelar que l'arbre tenia 75 anys.

### Europa
L'artista i professor de belles arts per la Universitat d'Umeå (Suècia), Ingo Vetter, va adoptar la idea de "la palmera de gueto" i va instal·lar un ailant viu, importat de Detroit, a una exposició internacional d'art anomenada Ciutats encongint-se a l'Institut d'art contemporani Kunst-Werke a Berlín el 2004.